# Mister and Mississippi (band)
Mister and Mississippi was een Nederlandse folkband.
De band begon als een schoolproject van de Herman Brood Academie, een popacademie in Utrecht. In januari 2013 werd hun titelloze debuutalbum uitgebracht bij V2 Records. In april 2013 won de band bij de 3FM Awards in de categorie 'Beste Nieuwkomer'. In 2017 maakte de band bekend, na hun toen nog lopende tour, voor onbepaalde tijd te stoppen.
De band bestond uit Samgar Lemuël Jacobs, Maxime Barlag, Tom Broshuis en Danny van Tiggele.

## Naam
De naam van de band komt af van het gelijknamige lied van Irving Gordon uit 1951, dat later bekend werd door Patti Page en later ook werd uitgebracht door Rex Allen, Dennis Day en Johnny Desmond.

## Discografie

### Albums
| Album met eventuele hitnotering(en) in de Nederlandse Album Top 100 | Datum van verschijnen | Datum van binnenkomst | Hoogste positie | Aantal weken | Opmerkingen |
| ------------------------------------------------------------------- | --------------------- | --------------------- | --------------- | ------------ | ----------- |
| Mister and Mississippi                                              | 25-01-2013            | 02-02-2013            | 6               | 32           |             |
| We only part to meet again                                          | 30-01-2015            | 07-02-2015            | 3               | 8            |             |
| Mirage                                                              | 07-04-2017            | 15-04-2017            | 11              | 2            |             |

### Singles
| Single met eventuele hitnotering(en) in de Nederlandse Top 40 | Datum van verschijnen | Datum van binnenkomst | Hoogste positie | Aantal weken | Opmerkingen                 |
| ------------------------------------------------------------- | --------------------- | --------------------- | --------------- | ------------ | --------------------------- |
| Northern sky                                                  | 28-01-2013            | -                     |                 |              | Nr. 97 in de Single Top 100 |
| Same room, different house                                    | 01-05-2013            | -                     |                 |              |                             |
| Follow the sun                                                | 19-07-2013            | -                     |                 |              |                             |
| Meet me at the Lighthouse                                     | 02-01-2015            | -                     |                 |              |                             |